# التقنين في المملكة المتحدة

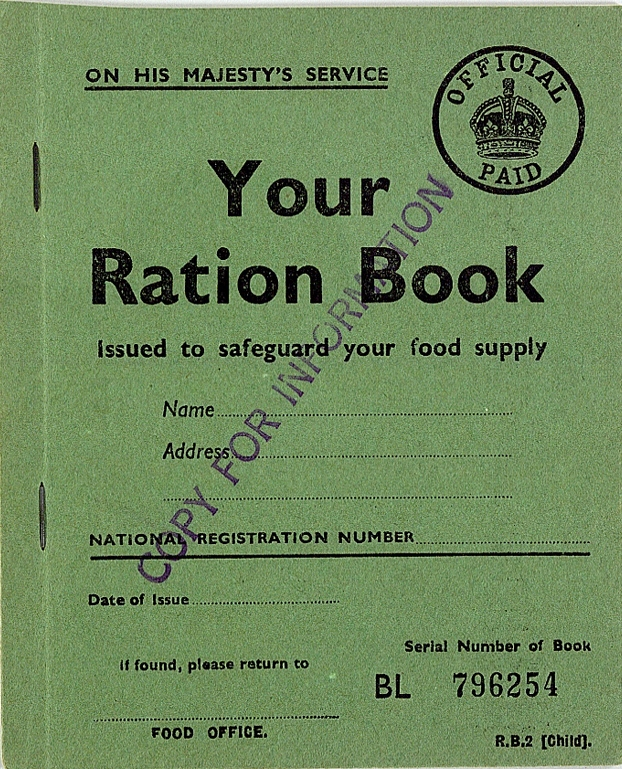

'التقنين في المملكة المتحدة' تم تقديم التقنين بشكل مؤقت من قبل الحكومة البريطانية عدة مرات خلال القرن العشرين أثناء وبعد الحرب مباشرة.
في بداية الحرب العالمية الثانية عام 1939، استوردت المملكة المتحدة 20٫000٫000 طن من الطعام بما فيهم 70 ٪ من الجبن والسكر و80٪ تقريبا من الفاكهة وحوالى 70٪ من الحبوب والدهون. كما استوردت المملكة المتحدة أكثر من نصف لحومها، واعتمدت على الأعلاف المستوردة لدعم إنتاجها المحلى في اللحوم. وقد كان عدد السكان المدنيين في البلاد حوالى 50 مليون نسمة. وقد كانت مهاجمة الشحنات المتجهة إلى بريطانيا وتقييد الصناعة البريطانية والضغط على بريطانيا بالتجويع هي إحدى الخطط الرئيسية للألمان في معركة الأطلسي.
وللتعامل مع النقص الحاد الذي يحدث وضعت وزارة الأغذية نظام التقنين؛ ولشراء معظم المواد المقننة كان يجب على كل شخص أن يسجل في المحلات المختارة، وتم تزويده بكتاب تموين يحتوى على كوبونات، وتم تزويد صاحب المتجر بما يكفى من الطعام للعملاء المسجلين، وكان على المشترين أن يأخذوا معهم الكتب التمونيية عند التسوق بحيث يمكن إلغاء الكوبون الخاص بها.
أدخلت الحكومة البريطانية التقنين المؤقت عدة مرات خلال القرن العشرين، في أثناء الحرب العالمية وبعدها مباشرة.
في بداية الحرب العالمية الثانية عام 1939، كانت المملكة المتحدة تستورد 20 مليون طن من الطعام سنويًا، بما في ذلك 70% تقريبًا من الجبن والسكر، و 80% تقريبًا من الفاكهة و 70% تقريبًا من الحبوب والدهون، كما استوردت المملكة المتحدة أكثر من نصف حاجتها من اللحوم، واعتمدت على الأعلاف المستوردة لدعم إنتاج اللحوم المحلي. كان عدد السكان يبلغ حوالي 50 مليون نسمة. اعتمد الألمان إستراتيجية رئيسية في معركة الأطلسي تعتمد على مهاجمة سفن الشحن المتجهة إلى بريطانيا، وتقييد الصناعة البريطانية وربما تجويع الأمة حتى تخضع.
للتعامل مع النقص الذي كان شديدًا في بعض الأحيان، اعتمدت وزارة الغذاء نظامًا للتقنين. لشراء معظم المواد التموينية، كان على كل شخص التسجيل في المتاجر المختارة، فيُزوّد بكتاب حصص يحتوي على كوبونات. زوّد أصحاب المتاجر بالطعام الكافي لعملائهم المسجلين. كان على المشترين تقديم كتب حصص غذائية عند التسوق حتى يتسنى للبائع إلغاء القسيمة أو القسائم لأنها متعلقة بمواد مُقنّنة.

## الحرب العالمية الأولى 1914 – 1918
تماشيًا مع سياستها باستمرار العمل كالمعتاد في جميع أنحاء البلاد خلال خلال الحرب العالمية الأولى، كانت الحكومة مترددة في البداية في محاولة السيطرة على أسواق المواد الغذائية. حاربت محاولات لإدخال حدٍ أدنى من الأسعار في إنتاج الحبوب، لكنها فشلت في مجال مراقبة الواردات الأساسية (السكر واللحوم والحبوب). عندما أدخلت التغييرات، كانت تلك التغييرات محدودة. في عام 1916، أصبح استهلاك أكثر من طبقين أثناء تناول الغداء في مكان عام أو 3 أطباق على العشاء مخالفًا للقانون. فُرضت غرامات على من يطعمون الحمام أو الحيوانات الضالة.
في يناير من العام 1917، بدأت ألمانيا حرب غواصات مفتوحة في محاولة لتجويع بريطانيا وإجبارها على الخضوع. لمواجهة هذا التهديد، اعتُمد التقنين الطوعي في فبراير 1917. دُعم الخبز ابتداءً من سبتمبر من ذلك العام. اعتُمد التقنين الإجباري على مراحل بين ديسمبر 1917 وفبراير 1918 بدفع من ذهاب السلطات المحلية لتولي الأمور بنفسها، بعد أن انخفض مخزون بريطانيا من القمح إلى ما يعادل استهلاك ستة أسابيع فقط. للمساعدة في هذه العملية، اعتُمدت كتب الحصص التموينية في يوليو 1918 للزبدة والشحوم واللحوم والسكر. كان التقنين مفيدًا على الأغلب لصحة البلد. في أثناء الحرب، انخفض متوسط الطاقة التي يحصل عليها الإنسان البريطاني من الطعام بنسبة 3% فقط، لكن استهلاك البروتين انخفض بنسبة 6%.

### الإضراب العام 1926
أتمّت الحكومة استعداداتها لتقنين الغذاء في عام 1925، قبل الإضراب العام المتوقع، وعينت ضباط مراقبة الأغذية لكل منطقة. نظمت نقابات عمال أحواض لندن حصارًا تفرضه الحشود، لكن قوافل الشاحنات وُضعت تحت حراسة عسكرية ما أفرغ الإضراب من جوهره ولم تضطر الحكومة إلى اعتماد التقنين.

## الحرب العالمية الثانية 1939 – 1945
عندما بدأت الحرب العالمية الثانية في سبتمبر من العام 1939، كان البنزين أول سلعة تتحكم فيها الحكومة. في 8 يناير 1940، قُنّن استهلاك لحم الخنزير المقدد والزبدة والسكر. قننت اللحوم والشاي والمربى والبسكويت وحبوب الإفطار والجبن والبيض والشحم والحليب والفواكه المعلبة والمجففة في وقت لاحق، لكنها لم تقنّن في وقت واحد. في يونيو 1942، أنشأت المملكة المتحدة والولايات المتحدة الأمريكية مجلس الغذاء المشترك لتنسيق الإمداد العالمي من المواد الغذائية إلى دول الحلفاء، مع إيلاء اهتمام خاص للتدفقات من الولايات المتحدة وكندا إلى بريطانيا. بحلول أغسطس من العام 1942، قُننت جميع الأطعمة باستثناء الخبز والخضروات. أدى التقنين الصارم إلى ظهور سوق سوداء. قُننت جميع المواد الخاضعة للرقابة تقريبًا بالوزن، إلا اللحوم قُننت حسب السعر.
لم تُقنن الخضار والفواكه الطازجة، لكن إمداداتها كانت محدودة. فُقدت بعض أنواع الفاكهة المستوردة من السوق. أصبح الليمون والموز صعبَي المنال معظم فترات الحرب. استمر بيع البرتقال، لكن عمدت محلات البقالة لإبقائها حتى تُباع للأطفال والنساء الحوامل الذين يمتلكون كتب كوبونات مميزة تثبت حاجتهم لهذه البضاعة. ظلّت الفواكه الأخرى التي تزرع محليًا مثل التفاح تظهر من وقت لآخر. لم يكتف الباعة بقيود الحكومة، ففرضوا قيودًا خاصةً بهم حتى لا يُسمح للعملاء بشراء أكثر من تفاحة واحدة لكل منهم. زرع الكثيرون الخضروات للاستهلاك الخاص، بتشجيع كبير من حملة التحفيز «احفر للفوز» التي كانت ناجحة للغاية. في عام 1942، اعتاد العديد من الأطفال بين سن الخامسة والسابعة على قيود زمن الحرب. عندما سئل هؤلاء عن الموز، لم يعلم الكثيرون بوجود مثل هذه الفاكهة. خلال تلك الفترة، أكل علماء الأحياء جرذان المختبرات.
كان الخبز هو السلعة الأكثر إثارة للجدل، إذ لم يُقنن إلا بعد انتهاء الحرب. استبدل «الرغيف الوطني» المصنوع من القمح الكامل بالخبز الأبيض العادي، وهو أمر لم يُعجب معظم ربات البيوت اللواتي وجدنه طريًا ورماديًا ويسهل إلقاء اللوم عليه عند الإصابة بمشاكل الهضم. في مايو من العام 1942، صدر أمر بأن الوجبات المقدمة في الفنادق والمطاعم يجب ألا تكلف أكثر من خمسة شلن لكل عميل، ويجب ألا تتألف الوجبة من أكثر من 3 أطباق، على ألا يحتوي أكثر من طبق واحد على اللحوم أو الأسماك أو الدواجن. كانت هذه الخطوة ردًا على تزايد مخاوف العامة من أن المواد الغذائية «الفاخرة» يحصل عليها مرتادو المطاعم والفنادق بشكل غير عادل، بينما تعاني غالبية الشعب للحصول على الطعام.
لم يقنن استهلاك الأسماك، لكن أسعارها ارتفعت بشكل كبير مع تقدم الحرب. لم تقنن الحكومة في البداية استهلاك الأسماك، لأن الصيادين المعرضين لخطر هجوم العدو كان من حقهم أن يجنوا رسومًا مقابل تحملهم لتلك المخاطر حتى يقوموا بالصيد من الأساس، لكن ابتداء من العام 1941، تدخلت الحكومة في التسعير. مثل غيرها من المواد غير المقننة، نادرًا ما توفرت الأسماك بكثرة. انخفضت الإمدادات إلى 30% من مستويات ما قبل الحرب.
على الرغم من أن المشروبات الكحولية مثل النبيذ والويسكي لم تقنن، إلا أن جميع المشروبات باستثناء البيرة كانت شحيحة مع اتجاه العديد من المستهلكين إلى تقنين خزائن المشروبات الخاصة بهم. تعتبر البيرة في حد ذاتها مادة غذائية حيوية لأنها كانت معززًا للمعنويات. صَعُبت صناعتها بسبب نقص العمالة في مصانع البيرة، لأن الجيش استدعى أغلب العمال للحرب. هذا وعانت الخمارات من ندرة الشعير المستورد، وهو مكون المهم في عملية صنع الجعة، كما تسبب نقص العمالة في مشاكل للعديد من الحانات والبارات.
مع تقدم الحرب، امتد التقنين إلى سلع أخرى مثل الملابس التي قُنّنت على نظام النقاط. عندما أدخل تقنين الملابس في 1 يونيو 1941، لم تصدر السلطات كوبونات ملابس. كانت كوبونات الشحوم غير المستخدمة في الكتب التموينية صالحة لاستبدالها بملابس. كان بإمكان الفرد البريطاني استبدال فائض كوبوناته مقابل قطعة ملابس واحدة سنويًا، لكن، مع تقدم الحرب، خُفَضت النقاط حتى أصبح شراء معطف يستهلك ما تستهلكه ملابس عام كامل من الكوبونات.
لم تُقنن بعض المواد الغذائية التي كان المستهك البريطاني يعتبرها غير اعتيادية خلال فترة الاربعينيات، ومنها على سبيل المثال لحوم الحيتان وأسماك سنوك المعلبة من جنوب أفريقيا، لكن استهلاكها لم يكن شائًعا ولم يحبذه البريطانيون.